# Papa Charlie Jackson
Papa Charlie Jackson (10 novembre 1887 – 7 mai 1938) est un chanteur de blues et un songster américain, qui s'accompagne d'un banjo-guitare, une guitare ou un ukulélé. Sa carrière discographique commence en 1924. Une grande partie de sa vie reste un mystère, mais son ordre d'incorporation indique que son lieu de naissance est la Nouvelle-Orléans, en Louisiane, et son acte de décès nous apprend qu'il est décédé à Chicago dans l'Illinois, le 7 mai 1938. 

## Biographie
Fils de Charles Jackson et Frances Keasley, Papa Charlie Jackson naît William Henry Jackson. À ses débuts, il se produit dans des minstrel show et des medicine shows. Du début des années 1920 aux années 1930, il a joue à plusieurs reprises dans des clubs de Chicago et est remarqué pour ses prestations au marché de Maxwell Street à Chicago. En août 1924, il enregistre les succès commerciaux Airy Man Blues et Papa Lawdy Lawdy Blues pour Paramount Records. En avril 1925, Jackson publie sa version de Shave 'Em Dry. L'un de ses titres suivants, Salty Dog Blues, devient sa chanson la plus célèbre. Parmi ses enregistrements, il accompagne notamment des chanteuses classiques du blues, telles que Ida Cox, Hattie McDaniel et Ma Rainey.
En 1926, il se produit au Mardi Gras, puis au théâtre du circuit TOBA à la Nouvelle-Orléans. L'année suivant, on le retrouve au Kentucky State Fair à Louisville. Entre septembre 1929 et mai 1930, il enregistre une session à Milwaukee et trois autres à Grafton, Wisconsin. A l'exception de ces quelques prestations, il semble qu'il n'ait guère voyagé en dehors de Chicago.
Selon l'écrivain de blues Bruce Eder, Jackson atteint « un sommet musical en septembre 1929, lorsqu'il enregistre avec son idole de longue date, Blind Arthur Blake, souvent surnommé le roi de la guitare ragtime à cette époque. Papa Charlie and Blind Blake Talk About It, parts 1 & 2, sont parmi les facettes les plus inhabituelles de la fin des années 1920 et contiennent des éléments de jam session de blues, d'enregistrement hokum et de ragtime ». Quelques enregistrements supplémentaires pour le label Paramount suivent en 1929 et en 1930. En 1934, Jackson enregistre pour Okeh Records et l'année suivante, il enregistre avec Big Bill Broonzy. Au total, Jackson enregistre 66 faces au cours de sa carrière.
Charles Jackson est probablement mort de l'alcoolisme (d'autres sources affirment qu'il se serait suicidé en sautant dans la rivière Chicago). Il est inhumé dans le cimetière Lincoln.

## Enregistrements notables[9]
- Airy Man Blues, 1924
- All I Want is a Spoonful, 1925
- Bad Luck Woman, 1926
- Baby, Don't You Be So Mean, 1927
- Ash Tray Blues, 1928
- Baby Papa Needs His Loving, 1929
- Baby Please Loan Me Your Heart, 1929

## Héritage
Papa Charlie Jackson est une figure influente du blues. Il est le premier musicien de blues auto-accompagné à faire des disques. Il est aussi l'un des premiers musiciens du genre hokum qui utilise des paroles comiques, souvent suggestives sur le plan sexuel, et des rythmes entraînants et dansants. Il est l'auteur, ou le premier à enregistrer, de plusieurs chansons qui sont devenues des standards de blues, notamment Spoonful et Salty Dog. Néanmoins, il n'a guère retenu l'attention des historiens du blues. 
Shake That Thing de Jackson est repris par Wynonie Harris en 1954, les Mother McCree's Uptown Jug Champions et Dave Van Ronk and The Ragtime Jug Stompers en 1964, ou encore Taj Mahal en 1991. Loan Me Your Heart apparaît sur l'album homonyme des Wildpary Sheiks en 2002. Les Carolina Chocolate Drops enregistrent Your Baby Ain't Sweet Like Mine sur leur album Genuine Negro Jig, vainqueur d'un Grammy Award en 2010, et jouent souvent cette chanson lors d'interviews après sa parution. 
Un extrait de Shake That Thing est utilisé dans la série télévisée Sanford and Son, dans un épisode de 1973 intitulé The Blind Mellow Jelly Collection, dans lequel Fred Sanford, interprété par Redd Foxx, danse et chante en même temps.

## Voir également
- Liste des joueurs de banjo
- Liste des musiciens de blues